# Sistema de compilación y ejecución
En programación informática, un sistema de compilación y ejecución, sistema de compilación, carga y ejecución, sistema de ensamblado y ejecución, o sistema de carga y ejecución, es un procesador de lenguaje de programación en el que los pasos de compilación, ensamblado o enlazado no están separados de la ejecución del programa. Las formas intermedias del programa generalmente se guardan en la memoria principal y no se guardan en el sistema de archivos.
Ejemplos de sistemas de compilación y ejecución son WATFOR, PL/C y Dartmouth BASIC.
Un ejemplo de un sistema de compilación y ejecución es el cargador OS/360, que realizaba muchas de las funciones del enlazador, pero colocaba el programa vinculado en la memoria en lugar de crear un ejecutable en el disco. Los sistemas de compilación y ejecución difieren de los intérpretes, que ejecutan directamente código fuente o ejecutan una representación intermedia.

## Análisis
Las ventajas de los sistemas de compilación y ejecución son:
- El usuario no necesita preocuparse por los pasos separados de compilación, ensamblaje, enlace, carga y ejecución.
- La velocidad de ejecución es generalmente muy superior a los sistemas interpretados.
- Son simples y fáciles de implementar.[3]

Las desventajas de los cargadores de compilación y ejecución son:
- Hay desperdicio en el espacio de la memoria debido a la presencia del ensamblador.[7][3]
- El código debe ser reprocesado cada vez que se ejecuta.[11][7][3]
- Los sistemas con múltiples módulos, posiblemente en diferentes idiomas, no pueden manejarse naturalmente dentro de este entorno de trabajo.[7][3]

Los sistemas compilar y ejecutar eran populares en entornos académicos, donde los programas de los estudiantes eran pequeños, se compilaban muchas veces, generalmente se ejecutaban rápidamente y, una vez depurados, rara vez necesitaban volver a ejecutarse.